# Musa al-Azm
Musa Hasan al-Azm (arab. موسى حسان العزم; ur. ?, zm. 1960 w Kairze) – egipski piłkarz, uczestnik Igrzysk Olimpijskich 1928.
Zawodnik był członkiem reprezentacji Egiptu podczas igrzysk w 1928 roku, z którą zajął wówczas 4. miejsce w turnieju. Piłkarz wystąpił w dwóch z czterech spotkań, jakie rozegrała jego drużyna, półfinale z Argentyną (0:6) i meczu o 3. miejsce z Włochami (3:11). W meczu z Włochami był autorem jednej z bramek dla Egiptu.